# Лицензии BSD
Лицензии BSD (англ. BSD licenses, Berkeley Software Distribution licenses — Программные лицензии университета Беркли) — семейство разрешительных лицензий свободного ПО без механизма копилефта. Лицензия BSD допускает коммерческое использование ПО.
Права на исходную систему BSD официально принадлежат «попечителям университета Калифорнии» (англ. Regents of the University of California) — управляющему органу университета Калифорнии. Причина этого заключается в том, что BSD был разработан в кампусе Беркли университета Калифорнии. Это указание изначальных прав сохранилось в современных форках BSD (NetBSD, FreeBSD, OpenBSD, DragonFly BSD).

## Лицензии

### Ранняя лицензия
В некоторых выпусках BSD используется лицензия, которая явно отличается от версии с четырьмя условиями:
```
Copyright (c) <год> <оригинальный автор>. All rights reserved.
Redistribution and use in source and binary forms are permitted provided that the above copyright notice and this paragraph are duplicated in all such forms and that any documentation, advertising materials, and other materials related to such distribution and use acknowledge that the software was developed by the <оригинальный автор>. The name of the <оригинальный автор> may not be used to endorse or promote products derived from this software without specific prior written permission. THIS SOFTWARE IS PROVIDED ``AS IS" AND WITHOUT ANY EXPRESS OR IMPLIED WARRANTIES, INCLUDING, WITHOUT LIMITATION, THE IMPLIED WARRANTIES OF MERCHANTIBILITY AND FITNESS FOR A PARTICULAR PURPOSE.
```

Лицензия выше используется, например, в 4.3BSD-Tahoe, версии BSD, выпущенной в 1988 году.

### 4-пунктовая лицензия, или изначальная лицензия BSD
Лицензия с четырьмя условиями, которую также называют изначальной лицензией BSD содержит условие, которого нет во всех следующих лицензиях — так называемое «условие рекламы» (третий пункт). Это условие позже стало предметом споров, так как оно заставляет всех, кто использует работу в рекламе, включать в неё следующий текст:
```
This product includes software developed by the <оригинальный автор>.
```

Условие не делает программное обеспечение с этой лицензией несвободным, однако вызывает серьёзные проблемы, так как у каждой программы разный автор, и, соответственно, разный текст лицензии, и во всех разные имена — так, если у какой-либо программы 75 компонентов с этой лицензией от разных авторов, то это означает, что на соблюдение условий лицензии в рекламе потребуется перечисление имён на целую страницу. Это условие делает лицензию несовместимой с GNU GPL, Фонд свободного программного обеспечения также настоятельно не рекомендует использовать лицензию в своих работах.

#### Полный текст
```
Copyright (c) <год> <оригинальный автор>. All rights reserved.
Redistribution and use in source and binary forms, with or without modification, are permitted provided that the following conditions are met:
1. Redistributions of source code must retain the above copyright notice, this list of conditions and the following disclaimer.
2. Redistributions in binary form must reproduce the above copyright notice, this list of conditions and the following disclaimer in the documentation and/or other materials provided with the distribution.
3. All advertising materials mentioning features or use of this software must display the following acknowledgement: This product includes software developed by the <оригинальный автор> and its contributors.
4. Neither the name of the <оригинальный автор> nor the names of its contributors may be used to endorse or promote products derived from this software without specific prior written permission.
THIS SOFTWARE IS PROVIDED BY THE REGENTS AND CONTRIBUTORS "AS IS" AND ANY EXPRESS OR IMPLIED WARRANTIES, INCLUDING, BUT NOT LIMITED TO, THE IMPLIED WARRANTIES OF MERCHANTABILITY AND FITNESS FOR A PARTICULAR PURPOSE ARE DISCLAIMED. IN NO EVENT SHALL THE REGENTS OR CONTRIBUTORS BE LIABLE FOR ANY DIRECT, INDIRECT, INCIDENTAL, SPECIAL, EXEMPLARY, OR CONSEQUENTIAL DAMAGES (INCLUDING, BUT NOT LIMITED TO, PROCUREMENT OF SUBSTITUTE GOODS OR SERVICES; LOSS OF USE, DATA, OR PROFITS; OR BUSINESS INTERRUPTION) HOWEVER CAUSED AND ON ANY THEORY OF LIABILITY, WHETHER IN CONTRACT, STRICT LIABILITY, OR TORT (INCLUDING NEGLIGENCE OR OTHERWISE) ARISING IN ANY WAY OUT OF THE USE OF THIS SOFTWARE, EVEN IF ADVISED OF THE POSSIBILITY OF SUCH DAMAGE.
```

### 3-пунктовая лицензия, или модифицированная лицензия BSD
Лицензия с тремя условиями, альтернативное название -- «модифицированная лицензия BSD». «Условие рекламы» было убрано из лицензии 22 июля 1999 года Вильямом Хоскинсом, директором Офиса лицензирования технологий Калифорнийского университета в Беркли. 31 января 2012 года исполнительный директор Офиса интеллектуальной собственности и промышленных союзов Калифорнийского университета в Беркли Майкл Катз официально постановил, что лицензиаты и распространители больше не обязаны выполнять третье условие предыдущей лицензии, создав, тем самым, новую лицензию. Лицензия совместима с GNU GPL, Фонд свободного программного обеспечения оценивает её как «неплохую», хоть и рекомендует вместо неё использовать Apache 2.0. Также принимается как валидная лицензия Open Source Initiative.

#### Полный текст
```
Copyright (c) <год> <оригинальный автор>
Redistribution and use in source and binary forms, with or without modification, are permitted provided that the following conditions are met:
1. Redistributions of source code must retain the above copyright notice, this list of conditions and the following disclaimer.
2. Redistributions in binary form must reproduce the above copyright notice, this list of conditions and the following disclaimer in the documentation and/or other materials provided with the distribution.
3. Neither the name of the <оригинальный автор> nor the names of its contributors may be used to endorse or promote products derived from this software without specific prior written permission.
THIS SOFTWARE IS PROVIDED BY THE REGENTS AND CONTRIBUTORS "AS IS" AND ANY EXPRESS OR IMPLIED WARRANTIES, INCLUDING, BUT NOT LIMITED TO, THE IMPLIED WARRANTIES OF MERCHANTABILITY AND FITNESS FOR A PARTICULAR PURPOSE ARE DISCLAIMED. IN NO EVENT SHALL THE REGENTS OR CONTRIBUTORS BE LIABLE FOR ANY DIRECT, INDIRECT, INCIDENTAL, SPECIAL, EXEMPLARY, OR CONSEQUENTIAL DAMAGES (INCLUDING, BUT NOT LIMITED TO, PROCUREMENT OF SUBSTITUTE GOODS OR SERVICES; LOSS OF USE, DATA, OR PROFITS; OR BUSINESS INTERRUPTION) HOWEVER CAUSED AND ON ANY THEORY OF LIABILITY, WHETHER IN CONTRACT, STRICT LIABILITY, OR TORT (INCLUDING NEGLIGENCE OR OTHERWISE) ARISING IN ANY WAY OUT OF THE USE OF THIS SOFTWARE, EVEN IF ADVISED OF THE POSSIBILITY OF SUCH DAMAGE.
```

### 2-пунктовая лицензия, или лицензия FreeBSD
Лицензия с двумя условиями, альтернативное название -- «лицензия FreeBSD». Используется FreeBSD как минимум с 29 апреля 1999 года. Отличается от предыдущей лицензии тем, что из текста убран третий пункт. Совместима с GNU GPL, мнение Фонда свободного программного обеспечения о лицензии с тремя условиями применяется и к этой версии. Также принимается как валидная лицензия Open Source Initiative.

#### Полный текст
```
Copyright (c) <год> <оригинальный автор>
Redistribution and use in source and binary forms, with or without modification, are permitted provided that the following conditions are met:
1. Redistributions of source code must retain the above copyright notice, this list of conditions and the following disclaimer.
2. Redistributions in binary form must reproduce the above copyright notice, this list of conditions and the following disclaimer in the documentation and/or other materials provided with the distribution.
THIS SOFTWARE IS PROVIDED BY THE REGENTS AND CONTRIBUTORS "AS IS" AND ANY EXPRESS OR IMPLIED WARRANTIES, INCLUDING, BUT NOT LIMITED TO, THE IMPLIED WARRANTIES OF MERCHANTABILITY AND FITNESS FOR A PARTICULAR PURPOSE ARE DISCLAIMED. IN NO EVENT SHALL THE REGENTS OR CONTRIBUTORS BE LIABLE FOR ANY DIRECT, INDIRECT, INCIDENTAL, SPECIAL, EXEMPLARY, OR CONSEQUENTIAL DAMAGES (INCLUDING, BUT NOT LIMITED TO, PROCUREMENT OF SUBSTITUTE GOODS OR SERVICES; LOSS OF USE, DATA, OR PROFITS; OR BUSINESS INTERRUPTION) HOWEVER CAUSED AND ON ANY THEORY OF LIABILITY, WHETHER IN CONTRACT, STRICT LIABILITY, OR TORT (INCLUDING NEGLIGENCE OR OTHERWISE) ARISING IN ANY WAY OUT OF THE USE OF THIS SOFTWARE, EVEN IF ADVISED OF THE POSSIBILITY OF SUCH DAMAGE.
```

### 0BSD, или лицензия с нулём условий
0BSD, альтернативные названия -- «лицензия с нулём условий» и «Свободная общедоступная лицензия 1.0.0». Принципиально ничем не отличается от общественного достояния. Текст лицензии, как и указывается в названии, не содержит каких-либо условий. Принимается Open Source Initiative как валидная лицензия, хоть и отмечается, что текст лицензии не похож ни на одну из предыдущих лицензий BSD, и что лицензия является, скорее, форком лицензии ISC.

#### Полный текст
```
Permission to use, copy, modify, and/or distribute this software for any purpose with or without fee is hereby granted.
THE SOFTWARE IS PROVIDED “AS IS” AND THE AUTHOR DISCLAIMS ALL WARRANTIES WITH REGARD TO THIS SOFTWARE INCLUDING ALL IMPLIED WARRANTIES OF MERCHANTABILITY AND FITNESS. IN NO EVENT SHALL THE AUTHOR BE LIABLE FOR ANY SPECIAL, DIRECT, INDIRECT, OR CONSEQUENTIAL DAMAGES OR ANY DAMAGES WHATSOEVER RESULTING FROM LOSS OF USE, DATA OR PROFITS, WHETHER IN AN ACTION OF CONTRACT, NEGLIGENCE OR OTHER TORTIOUS ACTION, ARISING OUT OF OR IN CONNECTION WITH THE USE OR PERFORMANCE OF THIS SOFTWARE.
```

### Другие версии
В списке лицензий SPDX есть и другие версии лицензии BSD. Среди них:
- Лицензия с одним условием -- уведомлением о копирайте при распространении лицензиатами исходного кода[15]. Использовалась в 1990-х[16], принимается Open Source Initiative как валидная лицензия[17].
- BSD-2-Clause-Patent, версия с прямым патентованием[18]. Принимается Open Source Initiative как валидная лицензия, по словам организации -- совместима c GNU GPL[19].

## Оценки и принятие
Согласно статистике Synopsys на 2016 год, лицензия BSD с тремя условиями используется шестью процентами свободного ПО. 3-пунктовая и 2-пунктовая лицензия BSD вместе взятые используются 6,23 % проектов на GitHub.
Линус Торвальдс, говоря о конкурентах Linux, заявляет, что почти все они лицензированы MIT или BSD, и говорит, что «если вы хотите создать что-то бо́льшее, и если вы хотите сообщество вокруг этого бо́льшего, то BSD -- это необязательно хорошая лицензия». Говоря про лицензии BSD в целом он заявляет, что «эти лицензии хороши для заброшенного кода. Я буду использовать их сам. Если есть библиотечная рутина, о которой я просто хочу сказать «эй, это можно использовать для всего, но я не буду это поддерживать», то я лицензирую эту библиотеку BSD».

### Проблемы совместимости
FreeBSD утверждают о преимуществах использования лицензий вроде BSD для компаний и всего коммерческого из-за их гибкости и совместимости с проприетарными лицензиями, заявляя, что такие лицензии накладывают «минимальные ограничения на будущее использование» и не являются, с точки зрения закона, «бомбами замедленного действия», в отличие от копилефт-лицензий.